# رایانه آپولو
رایانه آپولو (به انگلیسی: Apollo Computer)، در سال ۱۹۸۰ در منطقه شلمزفورد، ماساچوست توسط ویلیام پوداسکو (به انگلیسی: William Poduska) (مؤسس رایانه نخستین) تأسیس شد. آن‌ها به تولید و توسعه Apollo/Domain و ایستگاه کار‌ها در سال ۱۹۸۰ پرداختند. همراه با Symbolics و سان مایکروسیستمز، آپولو یکی از اولین فروشندگان ایستگاه کار گرافیکی در ۱۹۸۰ بود. مانند تمام شرکت‌های رایانه‌ای آن زمان و بر خلاف تولیدکنندگان IBM_PC_compatible، آپولو تولیدکننده بسیاری از نرم‌افزارها و سخت‌افزار‌های خود بود. آپولو در سال ۱۹۸۹ توسط هیولت پکرد به ارزش ۴۷۶ میلیون دلار خریداری شد و بین سال‌های ۱۹۹۰ تا ۱۹۹۷ به آرامی و به تدریج رو به انحلال رفت.

## تاریخچه شرکت
آپولو کار خود را در سال ۱۹۸۰، دو سال قبل از سان مایکروسیستمز، شروع کرد. علاوه بر ویلیام پوداسکو بنیان‌گذاران شامل دیو نلسون و مایک گریتا (در بخش مهندسی)، چارلی اسپکتور، باب آنتونیکو (در بخش ساخت)، جری استنلی (در بخش فروش و بازاریابی) و دیو لوبرانو (در بخش امور مالی) بود. تیم مهندسی مؤسس شامل مهندسین: مایک سپرر (به انگلیسی: Mike Sporer)، برنی استانپف (به انگلیسی: Bernie Stumpf)، راس باربور (به انگلیسی: Russ Barbour)، پائول لیچ (به انگلیسی: Paul Leach) و اندی مارکوویتز (به انگلیسی: Andy Marcuvitz) بود.

## تولیدات
در سال ۱۹۸۱، شرکت از مدل DN100 ایستگاه کاری رونمایی کرد که از این محصول در ریزپردازندهی موتورولا ۶۸۰۰۰ استفاده شد. ایستگاه‌های کار آپولو بر روی AEGIS (بعدها به Domain/OS تغییر یافت) اجرا می‌شد. AEGIS یک سیستم عامل اختصاصی سازگار با پازیکس و ظاهر جایگزین است.

از سال ۱۹۸۰ تا سال ۱۹۸۷، آپولو بزرگترین تولیدکننده ایستگاه کاری شبکه بود. برای اولین بار در سال ۱۹۸۶ فروش سه‌ماهه شرکت فراتر از ۱۰۰ میلیون دلار رفت و در پایان همان سال (سال ۱۹۸۶) بزرگترین سهم جهانی را در بازار مهندسی ایستگاه کاری داشت. و در آخر سال ۱۹۸۷ سومین سهم را در بازار بعد از دیجیتال ایکویپ‌منت کورپوریشن و سان مایکروسیستمز و جلوتر از هیولت پکرد و آی‌بی‌ام در اختیار داشت .

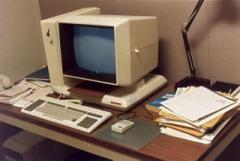
تصویری از رایانه آپولو مدل Dn330

### مدل‌های تولید شده

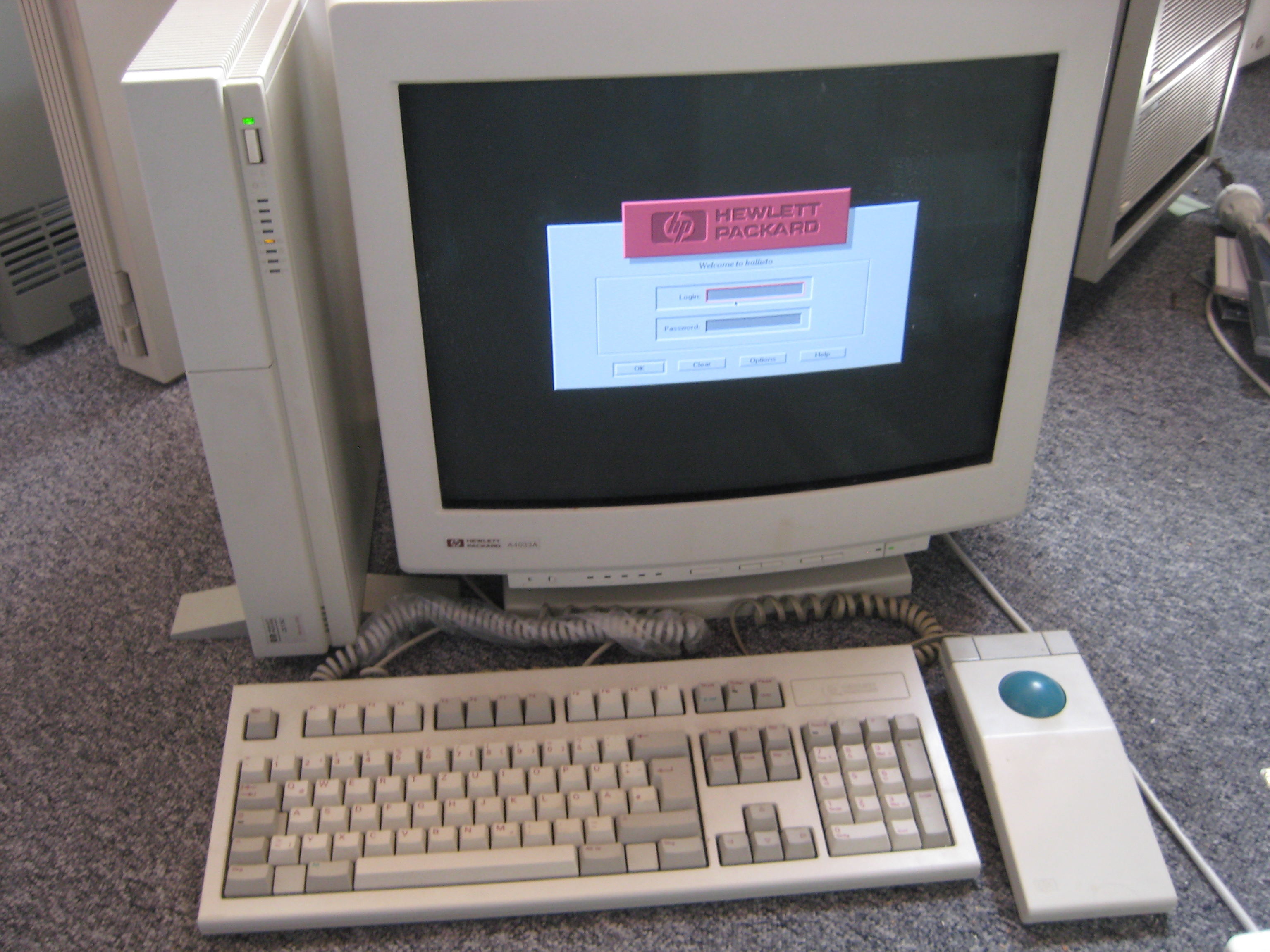
HP Apollo 9000 مدل ۴۲۵

| نوع سیستم | مدل             | پردازنده              | سرعت بر حسب مگاهرتز | نمایشگر رایانه                      | تاریخ انتشار | نام داخلی  |
| --------- | --------------- | --------------------- | ------------------- | ----------------------------------- | ------------ | ---------- |
| SAU1      | DN416           | ۲× ۶۸۰۰۰              | ۸                   | عکس‌های سبز و سفید                   |              |            |
| SAU1      | DN100           | ۲× ۶۸۰۰۰              | ۸                   | سیاه سفید                           |              |            |
| SAU1      | DN400           | ۲× ۶۸۰۰۰              | ۸                   | سیاه سفید                           |              |            |
| SAU1      | DN600           | ۲× ۶۸۰۰۰              | ۸                   | رنگی                                |              |            |
| SAU1      | DN420           | ۲× ۶۸۰۰۰              | ۸                   | دورنمای سیاه سفید                   |              |            |
| SAU2      | DN300           | ۶۸۰۱۰                 | ۸                   | دورنمای سیاه سفید                   |              | Swallow    |
| SAU2      | DN320           | ۶۸۰۱۰                 | ۸                   | دورنمای سیاه سفید                   |              | Swallow    |
| SAU2      | DN330           | ۶۸۰۲۰                 | ۱۲                  | دورنمای سیاه سفید                   |              | Swallow    |
| SAU3      | DSP80, DSP80A   | ۶۸۰۱۰                 | ۸                   | none                                |              | Sparrow    |
| SAU3      | DSP90           | ۶۸۰۲۰                 | ۱۲                  | none                                |              | Sparrow    |
| SAU4      | DN460           | Custom 2900 Bit slice | ?                   | سیاه سفید                           |              | Tern       |
| SAU4      | DN660           | Custom 2900 Bit slice | ?                   | رنگی                                |              | Tern       |
| SAU4      | DSP160          | Custom 2900 Bit slice | ?                   | none                                |              | Tern       |
| SAU5      | DN550           | ۶۸۰۱۰                 | ۱۰                  | VME 600 گرافیک                      |              | Stingray   |
| SAU5      | DN560           | ۶۸۰۲۰                 | ۱۲                  | VME 600 گرافیک                      |              | Stingray   |
| SAU5      | DN570           | ۶۸۰۲۰                 | ۱۶                  | Ocelot Graphics Single Card 8 plane |              | Banshee    |
| SAU5      | DN580           | ۶۸۰۲۰                 | ۱۶                  | Aurora گرافیک                       |              | Banshee    |
| SAU5      | DN590           | ۶۸۰۲۰                 | ۲۰                  | Aurora گرافیک                       |              | Banshee    |
| SAU6      | DN560T          | ۶۸۰۲۰                 | ۱۲                  | رنگی                                |              | Banshee    |
| SAU6      | DN570T          | ۶۸۰۲۰                 | ۱۶                  | رنگی                                |              | Banshee    |
| SAU6      | DN580T          | ۶۸۰۲۰                 | ۱۶                  | رنگی                                |              | Banshee    |
| SAU6      | DN590T          | ۶۸۰۲۰                 | ۲۰                  | رنگی                                |              | Banshee    |
| SAU7      | DN3500          | ۶۸۰۳۰                 | ۲۵                  | سیاه سفید / رنگی                    |              | Cougar II  |
| SAU7      | DN3550          | ۶۸۰۳۰                 | ۲۵                  | سیاه سفید / رنگی                    |              |            |
| SAU7      | DN4000          | ۶۸۰۲۰                 | ۲۵                  | سیاه سفید / رنگی                    |              | Mink       |
| SAU7      | DN4500          | ۶۸۰۳۰                 | ۳۳                  | سیاه سفید / رنگی                    |              | Roadrunner |
| SAU8      | DN3000          | ۶۸۰۲۰                 | ۱۲                  | سیاه سفید / رنگی                    |              | Otter      |
| SAU8      | DN3010, DN3010A | ۶۸۰۲۰                 | ۱۲                  | سیاه سفید / رنگی                    |              |            |
| SAU8      | DN3040          | ۶۸۰۲۰                 | ۱۲                  | سیاه سفید / رنگی                    |              |            |
| SAU9      | DN2500          | ۶۸۰۳۰                 | ۲۰                  | سیاه سفید / رنگی                    |              | Frodo      |
| SAU10     | DN10000         | Prism                 | ۱۸                  | سیاه سفید / رنگی                    |              | AT         |
| SAU11     | 9000/425S       | ۶۸۰۴۰                 | ۲۵                  |                                     |              | Trailways  |
| SAU11     | 9000/425T       | ۶۸۰۴۰                 | ۲۵                  | HP DIOII                            |              | Strider    |
| SAU11     | 9000/425E       | ۶۸۰۴۰                 | ۲۵                  |                                     |              | Woody      |
| SAU11     | 9000/433S       | ۶۸۰۴۰                 | ۳۳                  |                                     |              | Trailways  |
| SAU11     | 9000/433T       | ۶۸۰۴۰                 | ۳۳                  |                                     |              |            |
| SAU12     | 9000/400S       | ۶۸۰۳۰                 | ۵۰                  |                                     |              | Trailways  |
| SAU12     | 9000/400T       | ۶۸۰۳۰                 | ۵۰                  |                                     |              | Strider    |
| SAU12     | 9000/400DL      | ۶۸۰۳۰                 | ۵۰                  |                                     |              |            |
| SAU14     | DN5500          | ۶۸۰۴۰                 | ۲۵                  | سیاه سفید / رنگی                    |              | Leopard    |

#### مدل HP Apollo 9000
hp 9000 یک سری تولید از ایستگاه‌های کاری و سیستم‌های سرور رایانه بود که توسط شرکت هیولت پکرد تهیه می‌شد و اغلب، سیستم‌عامل آن‌ها اچ‌پی یواکس بوده‌است. در سال ۱۹۸۹، هیولت پکرد بسیاری از فناوری‌های آپولو را در این سری از ایستگاه‌های کاری و سرورها مورد استفاده قرار داد. مرکز مهندسی آپولو با همکاری با هیولت پکرد در پروژه‌های ایستگاه‌های کاری نام مشترک تجاری را به نام (HP Apollo 9000) در نظر گرفتند که در ادامه کار از آن نام استفاده کنند. این سری با نام «سری ۴۰۰ مدل hp 9000» نیز شناخته می‌شود. در این سری پایهٔ ایستگاه‌های کاری بر مبنای پردازش‌گرهای موتورولا ۶۸۰۰۰ بود.

### مشتریان
از بزرگترین مشتریان آپولو می‌توان به شرکت‌های منتور گرافیک (به انگلیسی: Mentor Graphics)، جنرال موتورز، شرکت فورد موتور، کرایسلر، پژوهشگاه شیکاگو، بوئینگ اشاره کرد.

## فروش شرکت

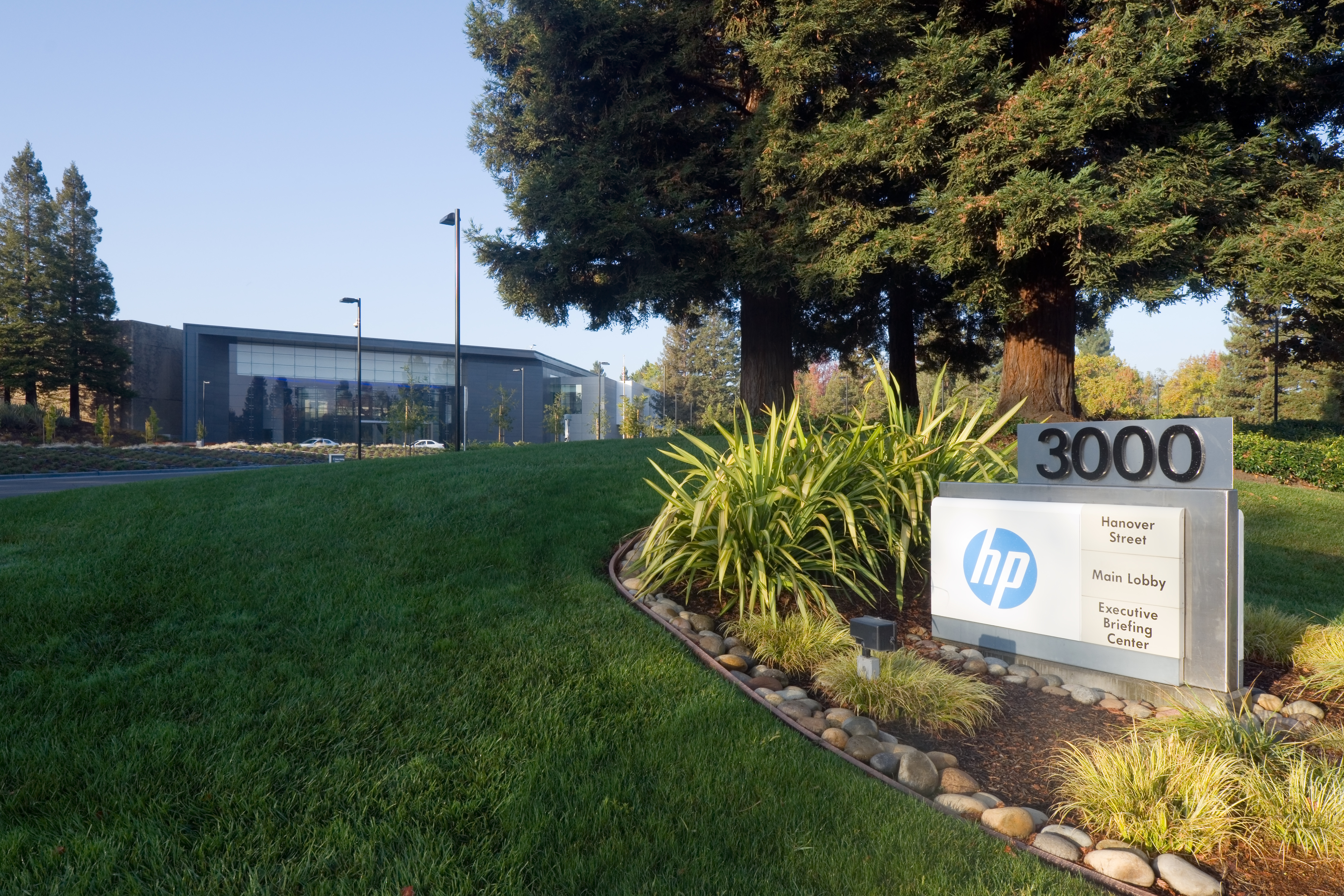
دفتر مرکزی شرکت hp در کالیفرنیا

در سال ۱۹۸۹ هیولت پکرد آپولو را به ارزش ۴۷۶ میلیون دلار خریداری کرد و به تدریج بین سال‌های ۱۹۹۰ تا ۱۹۹۷ به سمت ضعیف شدن و انحلال رفت. اما پس از خرید آپولو رایانه در سال ۱۹۸۹، هیولت پکرد (اختصاری HP) بسیاری از فناوری‌های آپولو را در سری Hp 9000 ایستگاه‌های کاری و سرورها مورد استفاده قرار داد. مرکز مهندسی آپولو با همکاری با هیولت پکرد در پروژه‌های ایستگاه‌های کاری نام مشترک تجاری را به نام (HP Apollo 9000) در نظر گرفتند که در ادامه کار از آن نام استفاده کنند. آپولو هم سیستم کنترل و بازبینی (به انگلیسی: Domain Software Engineering Environment) را که الهام گرفته شده از آی‌بی‌ام بود، طراحی و ایجاد کرد که بعدها "dizzy" (به فارسی: سرگیجه) تلفظ شد.

## سیستم عامل
ماشین آلات آپولو از یک سیستم‌عامل اختصاصی، Aegis، به خاطر هزینه‌های زیاد مجوزهای CPU Unix (به فارسی: واحد پردازش مرکزییونیکس) در زمان تعریف و ایجاد سیستم، استفاده می‌کرد. Aegis، همانند یونیکس، پایه‌ای بر روی مفاهیم آمده از مولتیکس در اشتراک گذاری زمان در سیستم‌عامل دارد که آن از مفاهیم برنامه‌نویسی پوسته‌ای (استیفن بورنه (به انگلیسی: Stephen R.Bourne)) , single-level store و طراحی شیءگرا استفاده می‌کند. Aegis در یک نسخه اختصاصی از پاسکال نوشته شده‌است.
بازدهی بالای این رایانه‌ها به علت طراحی دقیق محقق شد. برای مثال، اندازه صفحات حافظه، شبکه بسته (به انگلیسی: network packet) و سکتور‌هایی در اندازه‌های ۱ کیلوبایتی. اما به این ترتیب صفحه گسل (به انگلیسی: Page fault) می‌تواند محلی در سراسر شبکه و همچنین بر روی رایانه فرد و تمام فایل‌های Aegis یک سیستم واحد از فایل حافظه نقشه‌شده داشته باشد و نام فضای شبکه به عنوان یک گره اضافه شده به ایستگاه‌های کاری کشف شد.

### ِAEGIS
سیستم عامل اختصاصی ماشین آلات آپولو که به خاطر هزینه‌های زیاد مجوزهای CPU Unix (به فارسی: واحد پردازش مرکزییونیکس) در زمان تعریف و ایجاد سیستم، استفاده می‌کرد. Aegis به‌طور کلی برای شبکه‌های رایانهی طراحی شده بود و به این علت متمایز از سایر سیستم‌عامل‌ها بود. نمونه‌های اصلی آن سیستم فایل بود که به‌طور کامل در سراسر ماشین‌ها و دستگاه‌ها به صورت یکپارچه قرار داشت و درست در مقابل آن یونیکس قرار داشت که حتی در حال حاضر نیز بین سیستم فایل بر روی سیستم میزبان و سایر سیستم‌ها تمایز قائل می‌شود. پس این موضوع پایه این جهت‌گیری بود که حتی یک ماشین آپولو مستقل نیز نمی‌تواند بدون کارت شبکه پیکربندی و ساخته شود.
از طرفی دیگر، Aegis شبیه به سایر ایستگاه‌های کاری آن زمان بود، که در آن با استفاده از یک نمایشگر گرافیکی با وضوح بالا و ماوس برای تهیه یک نوع از واسط گرافیکی کاربر (اختصاری GUI) اجرا می‌شد اما با این حال فاقد امکانات و ابزارهای امروزی (مانند مرورگر وب) بود. این هنوز یک مشکل نبود زیرا معمولاً، یک ماشین باید برای یک هدف خاص خریداری شود و کاربر به علت یک یا دو ویژگی به آن علاقه‌مند می‌شود.
واسط فرمان(به انگلیسی: command interface) در Aegis بسیار مشابه با یونیکس بود که در آن یک مفسر خط فرمان که تغییر مسیر، برنامه‌نویسی و غیره را درک می‌کند و دستورات دیگر را به عنوان برنامه‌های جداگانه بررسی می‌کند.

### سیستم عامل با توزیع آنلاین به شبکه‌های تعاملی
سیستم عامل با توزیع آنلاین به شبکه‌های تعاملی (اختصاری Domain/OS) یک قابلیت بدست‌آمده از هر دو سیستم V یونیکس و سیستم‌های اولیه یونیکس BCD است. Domain/OS بر روی Aegis با ارائه یک سیستم عامل هسته‌ای که بر اساس آن کاربر می‌تواند یک یا همهٔ محیط‌های: Aegis، یونیکس BCD و سیستم V یونیکس را انتخاب کند بهبود یافته‌است. این به منظور سازگاری بیشتر با یونیکس انجام شده‌است. Aegis نسخه SR9، که بلافاصله قبل از Domain/OS (که خود SR10 نام داشت) یک محصول اختیاری به نام Domain/IX که قابلیت‌های مشابه ارائه کرده بود، اما با برخی از اشکالاتی که عمدتاً بیانگر این واقعیت است که وظایف اصلی، هنوز هم وابسته به دستورات Aegis هستند. همچنین SR9 به‌طور کامل با رفتارهای یونیکس سازگار نیست.

### تاریخچه Domain/OS
آپولو Domain نسخه ۸٫۰ در سال ۱۹۸۴ منتشر شد و نسخه ۱۰٫۳٫۵ در سال ۱۹۸۸–۱۹۹۱ منتشر شده‌است.

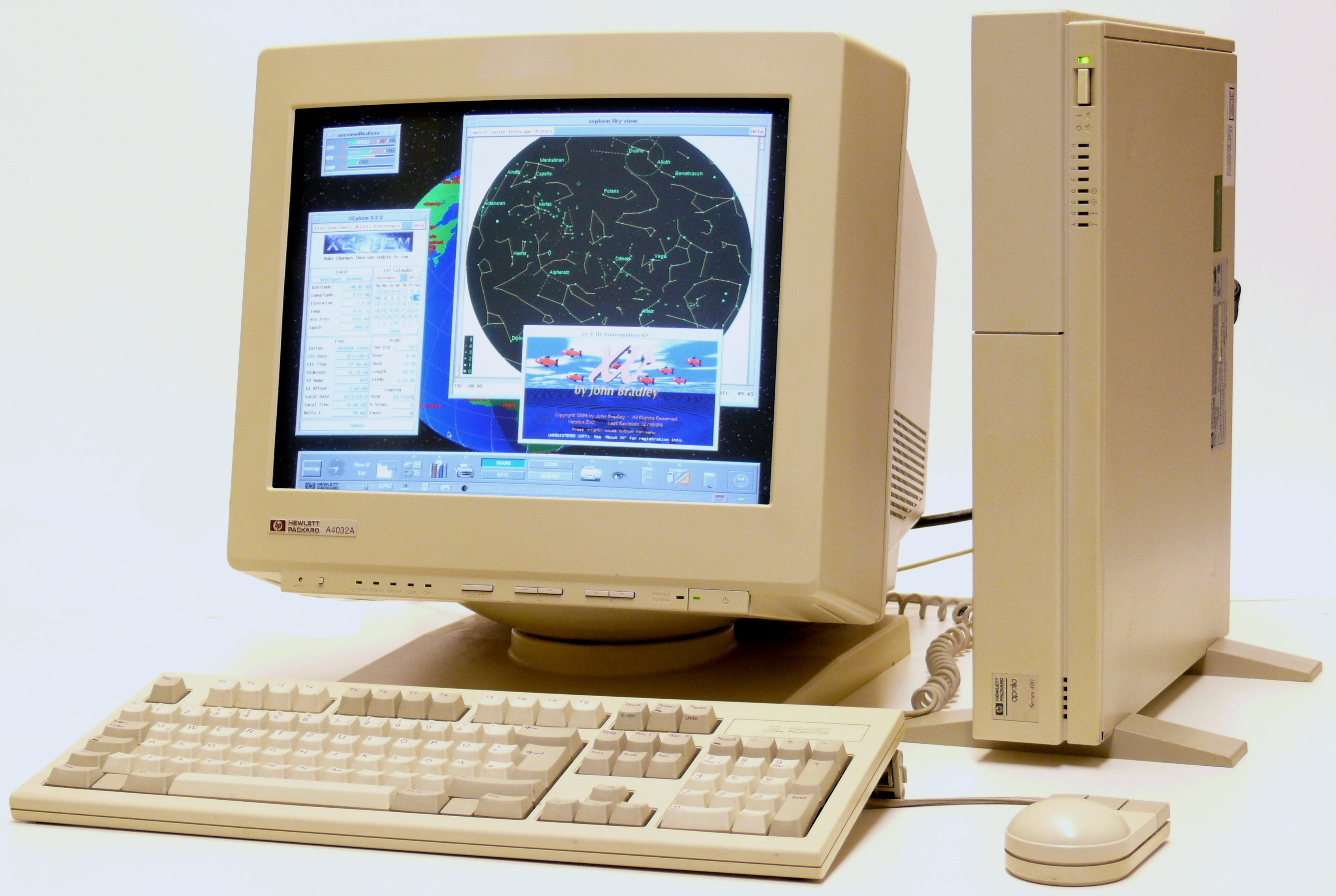
HP Apollo 9000 مدل ۴۲۵

| نسخه  | تاریخ انتشار    |
| ----- | --------------- |
| ۱٫۰   | March, 1981     |
| ۱٫۱   | April, 1981     |
| ۲٫۰   | July, 1981      |
| ۲٫۱   | August, 1981    |
| ۲٫۲   | September, 1981 |
| ۳٫۰   | November, 1981  |
| ۳٫۱   | January, 1982   |
| ۴٫۰   | April, 1982     |
| ۶٫۰   | May, 1983       |
| ۷٫۰   | October, 1983   |
| ۸٫۰   | April, 1984     |
| ۸٫۱   | February, 1985  |
| ۹٫۲   | February, 1986  |
| ۹٫۲٫۳ | April, 1986     |
| ۹٫۲٫۵ | May, 1986       |
| ۹٫۵   | January, 1987   |
| ۹٫۷   | November, 1987  |
| ۱۰٫۱  | December, 1988  |
| ۱۰٫۲  | November, 1989  |
| ۱۰٫۳  | August, 1990    |
| ۱۰٫۴  | March, 1992     |

## آپولو Domain
آپولو Domain (به انگلیسی: Apollo/Domain) طیفی است از ایستگاه‌های کاری که بین سال‌های ۱۹۸۰ تا ۱۹۸۹ توسعه یافته و تولید شده‌اند. این ماشین‌ها شبیه به خانواده پردازشگر Motorola 68000 ساخته شده بودند، به جز DN10000 که از یک تا چهار پردازشگر RISC آپولو به نام PRISM ساخته شده بود. همانند قبل سیستم عامل اصلی این سری نیز AEGIS است.

### سخت‌افزار
ایستگاه‌های کاری آپولو به لحاظ سخت‌افزاری شبیه یک رایانه مدرن بودند؛ با واحد پایه، ماوس، صفحه کلید و صفحه نمایش. همچنین مدل‌های اولیه بسیار کوتاه بودند (نزدیک به ۲ پا ارتفاع داشتند). در مدل DN300 و از مدل DN330 به بعد که به صورت منسجم طراحی شده بودند، با کمک یکپارچه سازی سیستم و مانیتور، توانستند به راحتی بر روی میز قرار بگیرند. تمام سیستم‌های آپولو حداقل شامل یک رابط شبکه می‌شدند. در ابتدا تنها گزینه {\displaystyle 12Mbit/s} Apollo Token Ring (اختصاری ATR) بود اما با گذشت زمان {\displaystyle 10Mbit/s} اترنت به عنوان یک گزینه به آن اضافه شد.